# アンナ (ポーランド女王)
アンナ（Anna Jagiellonka, 1523年10月18日 - 1596年9月9日）は、ポーランド・リトアニア共和国の女王（在位：1575年 - 1586年または1596年）。ヤギェウォ朝のジグムント1世の娘で、母はボナ・スフォルツァ。ジグムント2世の妹である。

## 生涯

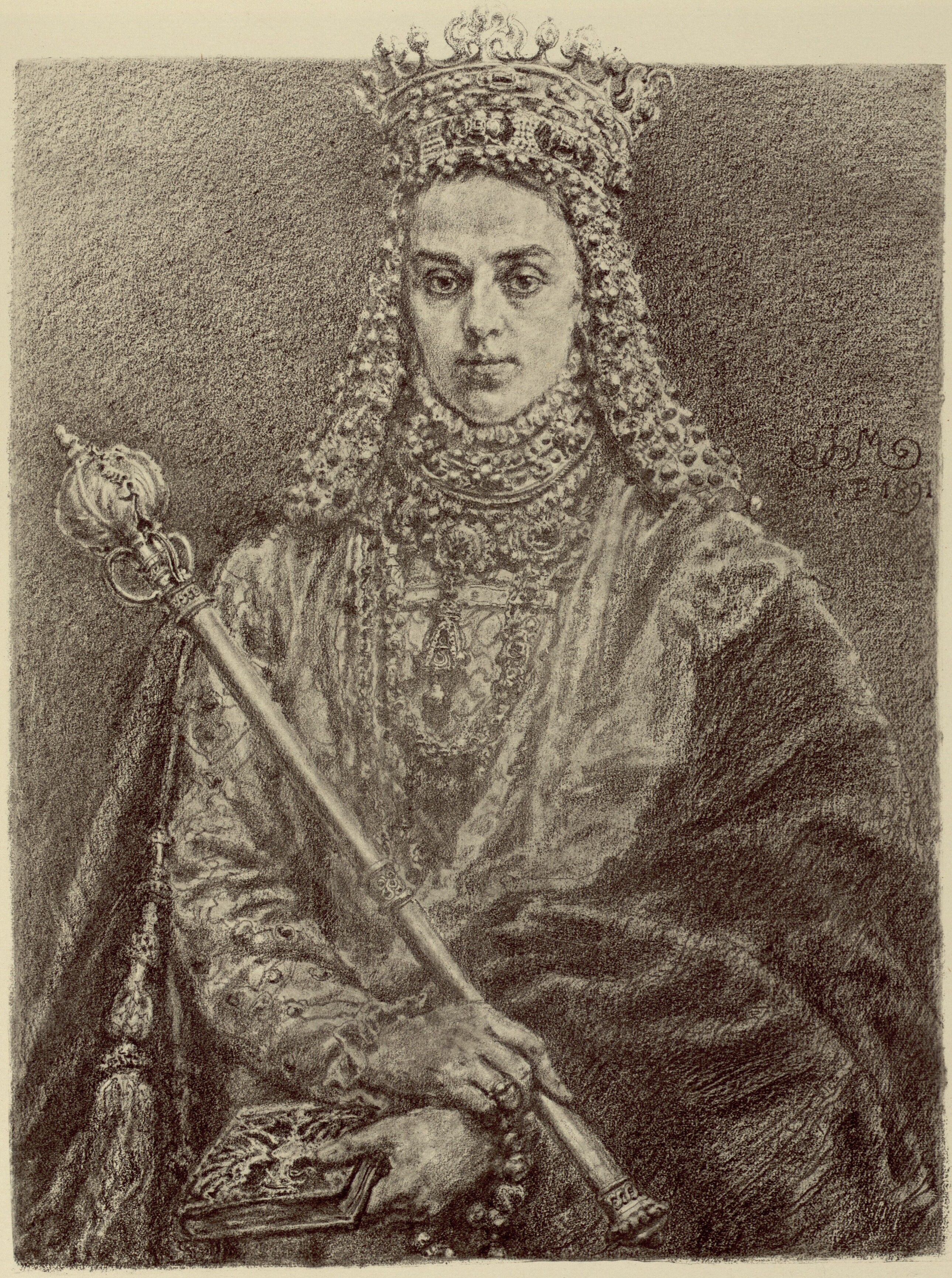
ヤン・マテイコによる肖像画

1572年にジグムント2世が世継ぎなく没すると、シュラフタ（ポーランド貴族階級）は自由選挙によって新王を選出するとした。アンナも候補の一人に挙げられたが、むしろ次期国王の王妃に擬せられる立場にあった。アンナはフランス王シャルル9世の弟アンリ（のちのアンリ3世、ポーランド名ヘンリク・ヴァレジ）を夫に迎えたい意向を示し、その影響もあってセイム（議会）は1573年にアンリを新国王に選んだ。しかしアンナと28歳年下のアンリとの結婚交渉は難航し、1574年6月にアンリがフランス王位を継承するためにポーランドから逃亡したことで、この縁談は完全に失敗に終わった。
1575年にアンリの王位失効宣言が出された後、セイムはアンナとの結婚を条件に、トランシルヴァニア公バートリ・イシュトヴァーン（ステファン・バートリ）に王位を与えることを決めた。1576年3月にクラクフに到着したステファンは、5月1日にアンナと結婚して夫妻で戴冠式に臨んだ。この時アンナは14世紀のヤドウィガ女王の例を踏襲し、「女王」（Regina Poloniæ）ではなく、男性君主を指す「国王」（Rex Poloniæ）として即位し、その上でステファン・バートリがヤドヴィガの夫ヴワディスワフ2世と同じく「妻の権利によって（en）」主権者となり、ポーランド王に推戴された。王朝の血統的な正統性はあくまでアンナにあったが、彼女は夫の共同統治者の身分に置かれており、国政に積極的に参与することはなかった。
1576年に結婚した時すでに50歳を過ぎていたアンナに子供はなく、妹カタジナの長男であるスウェーデン王太子シギスムントを引き取り、夫ステファンが死去するとこの甥をジグムント3世としてポーランド王に即位させた。アンナは女王の称号を帯びたまま、1596年にワルシャワで崩じた。